# 寨市苗族侗族乡
寨市苗族侗族乡，是中华人民共和国湖南省邵陽市绥宁县下辖的一个乡镇级行政单位。2015年12月2日撤销黄桑坪苗族乡，将其并入寨市苗族侗族乡。

## 行政区划
寨市苗族侗族乡下辖以下地区：
城内社区、西正街社区、岩塘村、利试村、李家村、大湾村、朝太村、下铁坡村、长溪村、竹桥村、兰家村、江背村、石门村、十里铺村、西河村、高仓村、熬添村、下寨村、白寨村、马田村、正板村、东门村和在市林场。

## 中国传统村落
2013年8月，正板村被评为第二批中国传统村落。